# Concílio de Basileia-Ferrara-Florença
O Concílio de Florença (originalmente Concílio de Basileia) foi um concílio ecumênico de bispos e outros membros do clero da Igreja Católica Romana. Ele começou em 25 de Julho de 1431 em Basileia e foi transferido para Ferrara em 1438 por ordem do Papa Eugênio IV, movimento que fez com que ele também ficasse conhecido como Concílio de Ferrara (ou, na sua forma portuguesa, de Ferrária). O encontro foi novamente transferido para Florença em 1439 por conta do perigo de peste em Ferrara e por que a cidade de Florença concordou, com promessa de pagamento futuro, em financiar o concílio. A localização inicial em Basileia refletia o desejo das partes que buscavam a reforma de se encontrar fora dos territórios em poder do Papa, do Sacro Império Romano-Germânico ou dos reis de Aragão e da França, cujas influências sobre o concílio procuravam evitar. Ambrogio Traversari esteve no concílio de Basileia como legado do Papa Eugênio.
O concílio seu reuniu numa época em que o conciliarismo era forte e a autoridade papal, fraca. Sob pressão para promover as reformas eclesiásticas, Papa Martinho V sancionou um decreto do Concílio de Constança (9 de outubro de 1417) obrigando o papado a convocar concílios gerais periodicamente. Ao expirar o período proposto pelo decreto, o Papa cedeu e convocou um concílio em Pávia. Por conta de uma epidemia, a localização foi transferida quase que imediatamente para Siena (veja Concílio de Siena) e cancelado - por motivos ainda não conhecidos perfeitamente - logo que começou a discutir o assunto da reforma (1424).
O próximo concílio se deu ao terminar o prazo de sete anos, em 1431. Martinho V obedientemente o convocou para esta data na cidade de Basileia e selecionou o cardeal Juliano Cesarini para presidi-lo, um prelado muito respeitado. O próprio Martinho, porém, viria a morrer antes da abertura dos trabalhos.
O concílio em Basileia abriu com apenas uns poucos bispos e abades presentes, mas cresceu rapidamente e acabou tendo uma maioria de religiosos de ordens menores sobre os bispos. A postura inicial foi antipapal, proclamando a superioridade do concílio sobre o Papa e prescrevendo uma profissão de fé do sumo pontífice, um juramento que deveria ser feito por todos os Papas em sua eleição. Quando o concílio foi transferido de Basileia para Ferrara em 1438, alguns permaneceram em Basileia (como Nicolau de Cusa), ainda alegando serem parte do "verdadeiro concílio". Eles elegeram Amadeu VIII de Saboia como o Antipapa Félix V. Expulsos de Basileia em 1448, eles se mudaram para Lausanne, onde Félix, o único reclamante ao trono papal a ter feito a profissão de fé proposta em Basileia, renunciou. No ano seguinte, o eles decretaram o fechamento do que eles ainda acreditavam ser o Concílio de Basileia.
O concílio enquanto isso tinha negociado com sucesso a reunificação com diversas igrejas ortodoxas, conseguindo acordos em assuntos como a primazia papal, a inclusão da cláusula Filioque no credo e o purgatório, uma novidade recente no léxico teológico latino. O item mais importante em discussão, previsivelmente, era o poder papal, no sentido de um poder direto e que responde à ninguém, sobre todas as igrejas ortodoxas nacionais em troca de assistência militar contra os turcos otomanos. O partido grego, sob forte pressão do imperador bizantino, aceitou, por razões puramente políticas, as demandas do grupo papal. Apenas Marcos de Éfeso rejeitou a união entre os ortodoxos gregos. Os russos, tendo ouvido rumores desta teologia política, rejeitaram furiosamente a união e expulsaram quaisquer prelados que fossem simpáticos à ideia. A ajuda do ocidente ao Império Bizantino nunca se materializou e a queda de Constantinopla ocorreu em 1453, de forma que a união permaneceu como mera promessa. O concílio declarou também que o grupo que estava reunido em Basileia eram heréges e os excomungou. Finalmente, em 1441, a superioridade do Papa sobre os concílios foi reafirmada na bula papal Etsi non dubitemus de 20 de abril.

## Concílio de Basileia

### Composição do concílio

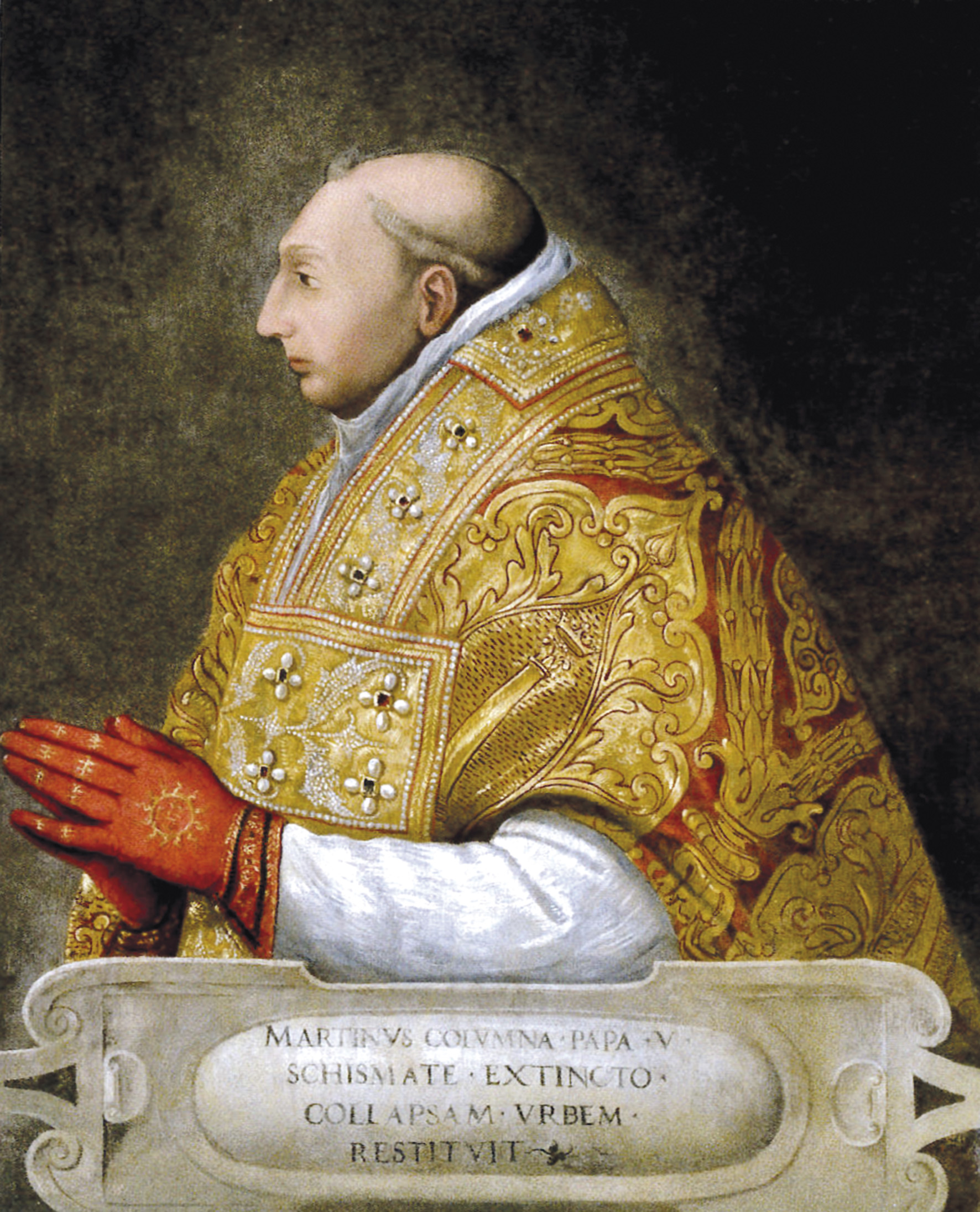
Papa Martinho V convocou o Concílio de Basileia
Cópia de obra de Pisanello (século XV), na Galeria Collona.

A característica democrática da assembleia em Basileia foi o resultado tanto de sua composição quanto de sua organização. Doutores em teologia, mestres e representantes de capítulos reliosos, monges e clérigos de ordens inferiores constantemente superavam em número os prelados no concílio. Além disso, a influência do clero superior tinha menos peso pois, ao invés de se separarem em "nações", como no Concílio de Constança, eles se dividiram de acordo com os seus gostos e aptidões em quatro comitês ou deputationes. Um era responsável por questões de fé (fidei), outro sobre as negociações de paz (pacis), um terceiro sobre a reforma da igreja (reformatorii) e o quarto com que eles chamaram de "preocupações comuns" (pro communibus). Cada decisão tomada por três destes comitês  — e em cada um, o clero inferior era majoritário  — recebia a ratificação formal da congregação geral e, se necessário, levava à promulgação dos decretos na sessão plenária. Por esta razão, os críticos papais chamaram este concílio de "uma assembleia de copistas" ou mesmo de "um conjunto de cavalariços e ajudantes de cozinha".

### Tentativas de dissolvê-lo
Da Itália, França e Alemanha, os religiosos chegaram atrasados à Basileia. Cesarini vinha devotando todas as suas energias à guerra contra os hussitas, até que a batalha de Domažlice (chamada de "desastre de Taus") forçou-o a evacuar a Boêmia apressadamente. O Papa Eugênio IV, o sucessor de Martinho, perdeu as esperanças de que o concílio pudesse ser útil dado o progresso da heresia, os problemas relatados na Alemanha, a guerra que tinha recentemente iniciado entre o Duque da Áustria e o Duque da Borgonha e, finalmente, o pequeno número de religiosos que tinham respondido à convocação de Martinho V. Esta opinião, somada ao desejo de presidir sobre o concílio em pessoa, induziram-no a reconvocar os padres da Alemanha, cancelando o concílio. Ele apontou Bolonha como novo local do concílio, a ser realizado dali dezoito meses, com a intenção de fazer as sessões do concílio coincidirem com algumas conferências com a Igreja Ortodoxa que já estavam marcadas para ocorrer na cidade e já com o objetivo de fomentar a união ecumênica.

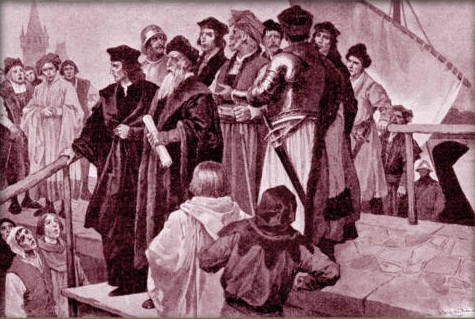
Embaixada da Boêmia no Concílio de Basileia.

A suspensão do concílio provocou uma forte reação entre os padres que já estavam reunidos e provocou uma enorme insatisfação no legado papal responsável, o cardeal Cesarini. Eles argumentaram que os hussitas iriam pensar que a Igreja estava com medo de enfrentá-los e que os leigos iriam acusar o clero de estarem adiando a reforma, ambas as acusações com efeitos desastrosos. O Papa explicou suas razões e cedeu em alguns pontos, mas o padres ali reunidos não mudaram de opinião. Consideráveis poderes tinham sido decretados para os concílios da Igreja pelo Concílio de Constança que, envolvido nos problemas do cisma de Avinhão, tinha proclamado a superioridade dos concílios sobre o Papa em alguns casos. Com base nisto, os padres em Basileia insistiram em seu direito de permanecerem reunidos e realizaram sessões, interferiram com o governo do Condado Venaissino (o condado papal à volta de Avinhão), fizeram tratados com os hussitas e, como representantes da Igreja universal, propuseram leis regulando até mesmo o próprio Sumo-pontífice.
Eugênio IV resolveu resistir às alegações de supremacia do concílio, mas ele não ousou repudiar diretamente a doutrina conciliar, considerada por muitos como sendo a real fundação da autoridade dos papas antes do cisma. Ele logo percebeu a impossibilidade de tratar com os padres de Basileia como um rebeldes ordinários e tentou uma solução intermediária. Porém, conforme o tempo passava, os padres lá reunidos se tornaram mais e mais firmes, criando entre as partes uma barreira insuperável.
Abandonado por uma parte de seus cardeais, condenado pela maioria dos poderes laicos, sem poder militar sobre seus domínios por causa dos condottieri, que abertamente invocavam a autoridade do concílio, o Papa fez concessões atrás de concessões e terminou, em 15 de dezembro de 1433, com uma lamentável rendição de todos os itens em discussão numa bula papal, ditada pelos padres na Basileia, que efetivamente cancelava sua bula de dissolução anterior - tida agora como nula e inválida - e reconhecendo que o a reunião em Basileia era legítima. Porém, Eugênio IV não ratificou todos os decretos vindos do concílio e nem concedeu uma subsmissão definitiva à supremacia do concílio. Ele se recusou a realizar qualquer pronunciamento sobre o assunto e seu silêncio forçado escondia um desejo secreto de salvaguardar o princípio da soberania do Papa.
Os padres, desconfiados, só permitiriam que os legados do Papa presidissem sobre os trabalhos sob a condição de que eles reconhecessem a superioridade do concílio. Os legados de fato se submeteram a esta humilhante (para eles) formalidade, mas em seus próprios nomes, como se descobriria depois, reservando assim a decisão final à Santa Sé. Além disso, as dificuldades de todos os tipos que Eugênio tinha que lidar, como a insurreição em Roma, que forçou-o a escapar através do Tibre deitado no fundo de um barco, o deixaram sem condições de resistir às maquinações do concílio.

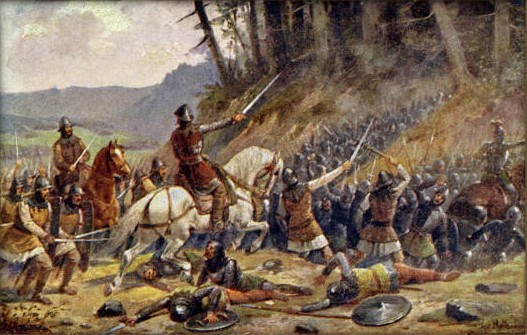
Batalha de Domažlice, vitória dos hussitas e tema do Concílio de Basileia.
Por Josef Mathauser.

### Questões de reforma
Encorajados pelo seus sucessos, os padres reunidos então enfrentaram o assunto da reforma, sendo o item principal a redução ainda maior do poder papal e dos recursos à disposição do Papa. Eles tomaram decisões sobre medidas disciplinares que regulavam as eleições, sobre a celebração dos serviços religiosos, sobre a realização periódica de sínodos diocesanos e provinciais, todos assuntos que eram comuns nos concílios católicos. Eles também emitiram decretos sobre alguns dos direitos assumidos pelos quais os papas tinham estendido o seu poder e melhorado suas finanças às custas das igrejas locais. Assim, o concílio aboliu os "anados" ("Primeiros frutos"), limitou muito o abuso das "reservas" de concessão de benefícios pelo Papa e completamente aboliu o direito alegado pelo Papa de gratiae expectativae. Outros decretos conciliares limitaram fortemente a jurisdição da corte de Roma e trataram até mesmo das regras dos conclaves e da constituição do Colégio Sagrado. Os padres continuaram a se devotar também à subjugação dos hussitas e também intervieram, rivalizando com o Papa, nas negociações entre a França e Inglaterra que levaram ao Tratado de Arras, concluído por Carlos VII da França com o Duque da Borgonha. Também, a circuncisão foi considerada como sendo um pecado mortal. Finalmente, eles investigaram e julgaram diversos casos privados  — processos legais entre prelados, membros de ordens religiosas e recipientes de benefícios - cometendo assim um dos mais sérios abusos aos olhos da corte de Roma.

## Concílio de Ferrara - Florença

### A estratégia oriental de Eugênio IV

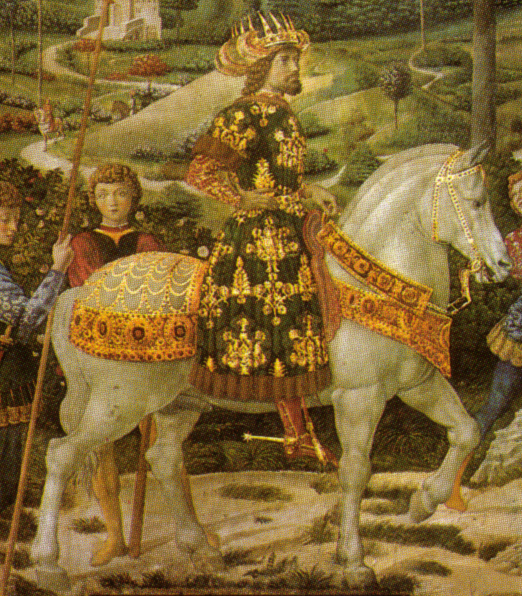
João VIII Paleólogo durante a sua visita à Florença.
Por Pisanello (1438).

Eugênio IV, por mais que ele desejasse se manter com bom relacionamento com os padres de Basileia, se viu incapaz de aceitar ou observar todos os seus decretos. A questão da união com a Igreja Ortodoxa, especialmente, deu origem a muitos mal-entendidos que logo levaram a uma ruptura. O imperador bizantino João VIII Paleólogo, pressionado fortemente pelos turcos otomanos, estava ansioso para se aliar com os católicos. Ele consentiu em comparecer, junto com representantes da Igreja grega, em algum lugar no ocidente onde a união pudesse ser concluída na presença do Papa e de um concílio latino. Desta ansiedade nasceram duas negociações paralelas, uma com o Papa e outra com os padres reunidos em Basileia. O concílio desejava acertar o local em um lugar longe da influência do Papa e insistiu nas cidades de Basileia, Avinhão ou Saboia. Por outro lado, o gregos queriam uma cidade costeira na Itália que lhes permitisse fácil acesso marítimo.

### Concílio transferido para Ferrara e a tentativa de união com a Igreja Ortodoxa
Como resultado das negociações, João VIII Paleólogo aceitou o convite do Papa que, através de uma bula de 18 de setembro de 1437, novamente proclamou a dissolução do concílio de Basileia e convocou os padres da igreja para Ferrara.
A primeira sessão pública em Ferrara começou em 10 de janeiro de 1438. Seu primeiro ato foi declarar o concílio de Basileia transferido para Ferrara e nulificar todos os procedimentos que continuassem a ocorrer na cidade suíça. Numa segunda sessão pública (15 de fevereiro de 1438), Papa Eugênio IV excomungou todos os que ainda estavam reunidos em Basileia.
No início de abril de 1438, a delegação grega chegou a Ferrara, com mais de 700 pessoas. Em 9 de abril, a primeira sessão solene em Ferrara começou com o imperador, o Patriarca de Constantinopla e representantes dos demais patriarcados (Antioquia, Alexandria e Jerusalém) presentes e sob a presidência do Papa Eugênio IV. As primeiras sessões duraram até 17 de julho, com cada um dos itens do Grande Cisma do Oriente (1054) debatido exaustivamente. Reiniciando as atividades em 8 de outubro, o concílio focou exclusivamente a inclusão da cláusula Filioque no credo de Niceia. Apesar de claro que os ortodoxos jamais aceitariam a inclusão da cláusula, o imperador continuou pressionando pela reconciliação.

### Concílio novamente transferido para Florença

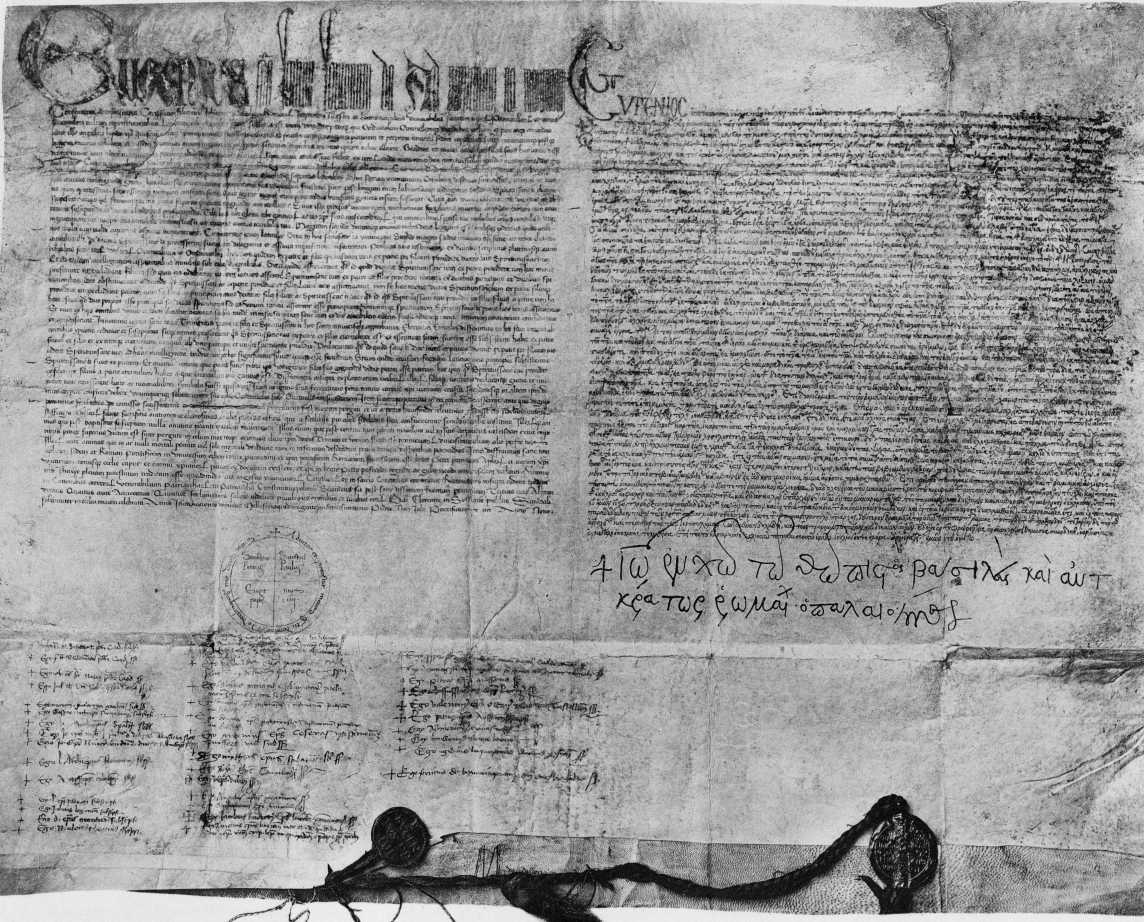
Bula de União da Igreja Católica com a Igreja Ortodoxa Grega.
Assinada pelo imperador João VIII Paleólogo

Com problemas financeiros e sob o pretexto de que a peste estava se espalhando pela região, tanto os latinos quanto os gregos concordaram em transferir o concílio para Florença. Continuando os trabalhos ali a partir de janeiro de 1439, o concílio fez diversos progressos numa fórmula intermediária, "per Filium". Nos meses seguintes, um acordo foi alcançado sobre a doutrina ocidental do purgatório e um retorno às prerrogativas pré-cisma do Papado. Em 6 de junho, um acordo foi assinado pelo Patriarca José II de Constantinopla e todos os bispos orientais, exceto Marcos de Éfeso, que mantinha que Roma continuava em heresia e cisma. Aparentemente, o Grande Cisma estava terminado com a declaração da chamada União de Florença. Porém, após a morte de José II apenas dois dias depois, os gregos insistiram que a ratificação pela Igreja Ortodoxa se daria apenas pelo acordo de um sínodo oriental. Quando voltaram para casa, os bispos orientais descobriram que o seu acordo com o ocidente era amplamente rejeitado pela população, pelos monges e pelas autoridades civis (que a notável exceção dos imperadores, que permaneceram fiéis ao acordo até a queda de Constantinopla duas décadas depois). A união assinada em Florença jamais foi aceita pelas Igrejas Ortodoxas.

#### Coptas e Etíopes - "A viagem dos Magos"

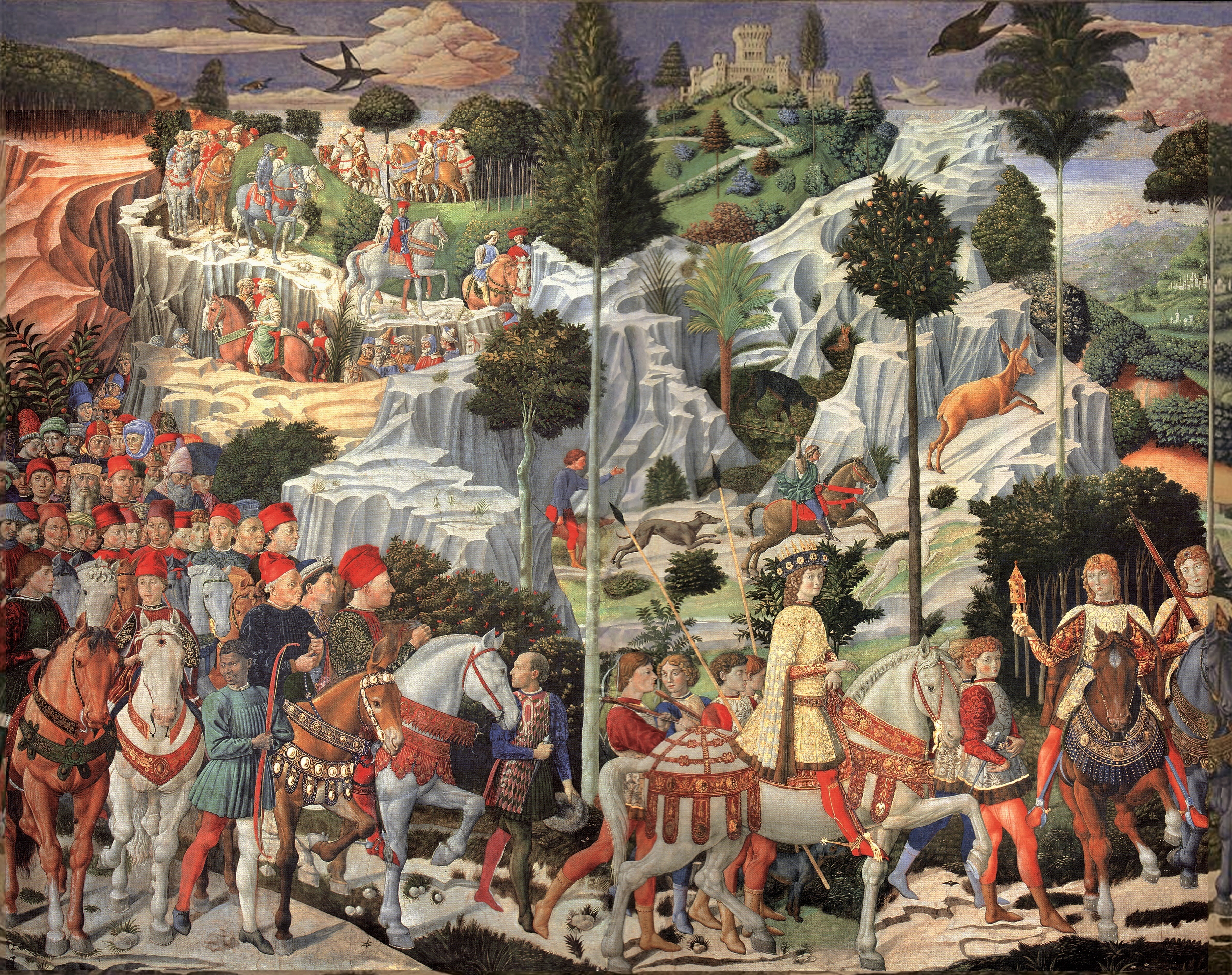
A característics multinacional do Concílio na "Viagem dos Magos".
Por Benozzo Gozzoli (1459).

O concílio logo se tornou ainda mais internacional. A assinatura deste acordo pela união dos latinos e gregos encorajou o Papa Eugênio IV a anunciar as boas novas para os cristãos coptas e convidou-os a enviar uma delegação à Ferrara. Ele escreveu uma carta em 7 de Julho de 1439 e, para entregá-la, enviou Alberto de Sarteano, um legado apostólico. Em 26 de agosto de 1441, Sarteano retornou com quatro etíopes do imperador Zara Yaqob e coptas. De acordo com um observador da época "Eles eram negros e secos e de postura muito estranha (...) realmente, ao vê-los, me parecem muito fracos"'. Naquela época, Roma tinha legados de diversas nações, da Armênia à Rússia, Grécia e diversas partes da África do norte e do leste.

## Cisma

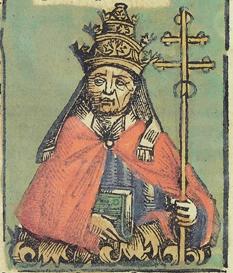
Antipapa Félix V.
Crônicas de Nuremberg, cópia latina em São Paulo.

### "Deposição de Eugênio IV" e o cisma em Basileia
Durante este tempo, o concílio de Basileia, ainda que nulificado em Ferrara e abandonado por Cesarini e a maior parte de seus membros, persistiram ainda assim, sob a presidência do Cardeal Aleman. Afirmando a sua característica ecumênica em 24 de Janeiro de 1438, ele suspendeu Eugênio IV. O concílio continuou (apesar da suspensão de todos os seus poderes) e proclamou que Eugênio IV fora deposto (25 de Junho de 1439), dando origem a um novo cisma ao eleger, em 4 de Novembro, Amadeu VIII de Saboia como Antipapa Félix V.

### Efeitos do Cisma
Este cisma durou dez anos, ainda que o antipapa tivesse encontrado poucos aderentes fora de seus próprios estados hereditários, o de Afonso V de Aragão, da Confederação Suíça e de certas universidades. A Alemanha permaneceu neutra. Carlos VII da França se limitou a assegurar  para seu reino (através da Pragmática Sanção de Bourges, que se tornou lei em 13 de julho de 1438) o benefício de um grande número de reformas decretadas em Basileia. A Inglaterra e a Itália permaneceram fiéis à Eugênio IV. Finalmente, em 1447, Frederico III, imperador do Sacro Império Romano-Germânico, após negociações com Eugênio, comandou o burgomestre de Basileia que expulsasse o concílio da cidade.

### Cismáticos se reúnem novamente em Lausanne
Em junho de 1448, o grupo central do concílio migrou para Lausanne, na França. O antipapa, por insistência da França, terminou abdicando em 7 de abril de 1449. Eugênio morreu em 23 de fevereiro de 1447 e o concílio em Lausanne, para manter as aparências, deu seu apoio ao seu sucessor, Papa Nicolau V, que já vinha governando a igreja por dois anos. A alegação deles foi de que "evidências confiáveis" provaram para eles que este pontífice aceitava o dogma da superioridade dos concílios como definida em Constança e em Basileia.

## Resultados
A luta pela união do ocidente e oriente em Ferrara e em Florença, ainda que promissora, nunca deu resultados. Enquanto progressos pela união no oriente continuaram a ser feitos nas próximas décadas, todas as esperanças de uma reconciliação foram estraçalhadas com a queda de Constantinopla em 1453.
Já a disputa de dezessete anos para defender o conciliarismo, em Basileia e em Lausanne, terminou também em derrota. O Papado, tão abalado em suas fundações durante o Cisma do Oriente, atravessou estas tribulações com uma vitória de Pirro. A era de grandes concílios do século XV terminou e a constituição da Igreja Católica Romana continuou monárquica.
Por fim, diversas das questões e tensões levantadas sobre as reformas iriam provocar, no século seguinte, a Reforma Protestante.
Talvez, o legado mais importante do concílio foram as palestras sobre a literatura clássica grega dadas em Florença por muitos dos delegados de Constantinopla, incluindo o renomado neoplatonista Gemistus Pletho. Elas ajudaram a catalisar o renascimento do humanismo.